# پوسته یونیکس
پوسته یونیکس (به انگلیسی: Unix shell) یک مفسر خط فرمان یا شل (رایانه) است که یک واسط کاربر سنتی را برای سیستم عامل های یونیکس و شبه-یونیکس مهیا می‌کند.
یک یونیکس شل در واقع یک زبان اسکریپت نویسی و یک واسط خط فرمان تعاملی است که همچنین توسط خود سیستم به عنوان تسهیلات برای هدایت (شل اسکریپت) اجرای سیستم استفاده می‌شود.